# Смолёвка узколистая
Смолёвка узколистая (лат. Silene stenophylla) — вид многолетних травянистых растений рода Смолёвка семейства Гвоздичные (Caryophyllaceae), распространённых на северо-востоке Сибири на Дальнем Востоке и в Северной Америке. Встречается в арктических тундрах.

## Ботаническое описание
Невысокое растение высотой от 5 до 25 сантиметров. Побеги многочисленные с узколинейными листьями. На стебле 1 или 2—3 цветка с лиловыми лепестками.

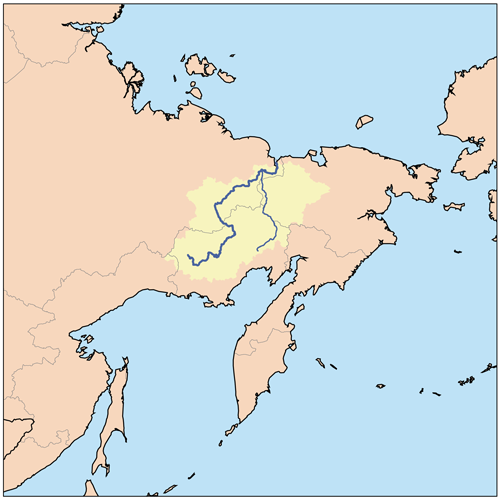

Число хромосом: 2n = 24.

## Интересные факты
В 2012 году группе российских учёных из Института биофизики клетки РАН и Института физико-химических и биологических проблем почвоведения РАН под руководством Давида Абрамовича Гиличинского удалось регенерировать растения из плацентарной ткани семян, возраст которых составляет около 32 тысяч лет. Семена были найдены на глубине 38 метров под слоем вечной мерзлоты  в районе реки Колымы в Магаданской области.

## Значение и применение
Хорошо поедается северным оленем (Rangifer tarandus).